# Lambert II de Louvain
Lambert II Baldéric de Louvain, dit le ceinturé, mort le 19 juin 1054. Il est comte de Louvain et de Bruxelles de 1040 à 1054.

## Biographie
Il est le fils de Lambert Ier, comte de Louvain et de Bruxelles, et de Gerberge de Basse Lotharingie (nl), une Carolingienne, fille de Charles de Basse-Lotharingie.
Selon la Vita Gudilae (entre 1048-1051) Lambert II succède à son frère, Henri Ier de Louvain. Il hérite du patrimoine que les comtes de Louvain avaient rassemblé et s'attache à l'augmenter aux dépens des autorités impériale et religieuse (abbayes de Nivelles et de Gembloux, ainsi que l'évêque de Liège). C'est ainsi qu'on le voit aux prises de Wazon, évêque de Liège, en 1046, puis avec l'empereur en 1051. 
Il fonde en 1047 le chapitre de Sainte-Gudule dans l'église Saint-Michel à Bruxelles. 
Il rejoint la rébellion de Baudouin V de Flandre contre l'empereur allemand Henri III, mais en 1054 il périt dans une bataille contre l'armée impériale près de Tournai. Il est enterré dans l'abbaye de Nivelles, où il est commémoré dans le nécrologe le 19 juin. (Sources : pour l'année : Chronique de Sigebert de Gembloux, ad annum 1056 ; pour la date : nécrologie de l'abbaye de Nivelles).

## Mariage et enfants
Il épouse Oda de Verdun (morte après 1054), fille de Gothelon Ier, duc de Basse Lotharingie et de Haute Lotharingie, et a :
- Henri II, (1020 † 1078), comte de Louvain et de Bruxelles ;
- Adèle dite « de Thuringe » mariée avec Othon d'Orlamünde[1],[2],[3],[4],[5],[6] ;
- Régnier, marié à une fille de Baudouin IV de Flandres, tué en 1077 dans un combat en Hesbaye.

## Source
- Alphonse Wauters, « Lambert II, dit Baldéric », Académie royale de Belgique, Biographie nationale, vol. 11, Bruxelles, 1891 [détail des éditions], p. 142-143.